# Пимонте
Пимо̀нте (на италиански: Pimonte) е община в Южна Италия, провинция Неапол, регион Кампания. Разположена е на 406 m надморска височина. Населението на общината е 6033 души (към 2010 г.).
Административен център на общината е градче Пиаца (Piazza).